# Malatesta II Malatesta de Sogliano
Malatesta di Giovanni Malatesta va ser un noble italià, comte de Sogliano.
Fill de Giovanni II Malatesta i de Margherita, la filiació de la qual es desconeix. Germà de Ramberto. Quan era un infant el seu pare va morir, abans de 1358, any en què la companyia del comte Lando va ocupar el castell de Sogliano, causant la mort de diversos homes. Al castell hi era Malatesta amb el seu germà i la seva mare, que actuava com a governadora dels territoris de Sogliano durant la minoria del seus fills. Els dos germans estan documentats posteriorment, el 25 d'abril de 1362, resolgueren una pensió per una casa a l'abat de San Giuliano, i el 1371 es documenta que eren posseidors del castell de Strigara. Es va casar amb Agnesina Faetani, natural de Rímini i filla de Lodovico, amb qui va tenir cinc fills: Giovanni, Guglielmo, Malgarita, Francesca i Orabile. Segons Tonini, va morir vers el 1380, mentre Zannetti diu que va ser abans de 1389.